# Сабитов, Жаксылык Муратович
Жаксылык Муратович Сабитов (каз. Жақсылық Мұратұлы Сабитов; 12 сентября 1982 год, Красноармейск, Северо-Казахстанская область) — казахстанский историк-медиевист, политолог и генетик.

## Биография
Родился 1981 году в Красноармейске, городе, расположенном между Петропавловском и Кокшетау. Происходит из рода атыгай племени аргын. Позднее несколько лет жил в Ерейментау, восточнее Астаны.
Учился в городе Кокшетау и выпустился оттуда в 1999 году.
Окончил Евразийский национальный университет имени Л. Н. Гумилёва.
В 2009—2010 годах участвовал в поездке по гранту National Geographic с московскими генетиками Олегом Павловичем и Еленой Владимировной Балановскими.
Специализируется на истории Золотой Орды, Казахского ханства, этногенезе казахов и генеалогии чингизидов. С 2007 года применяет популяционную генетику в исторических исследованиях. Автор более 300 научных публикаций.

## Должности
- Главный эксперт Института мировой экономики и политики при Фонде первого президента Казахстана[3].
- Директор Научного института изучения Улуса Джучи Комитета науки Министерства науки и высшего образования Республики Казахстан[4].
- Доцент кафедры политологии Евразийского национального университета имени Л. Н. Гумилёва.

## Награды и звания
- Премия имени Чокана Валиханова за лучшее научное исследование 2024 года в области гуманитарных наук[5]